# Jørgen Vagn Pedersen
Jørgen Vagn Pedersen (Copenhaguen, 8 d'octubre de 1959) és un ciclista danès, que fou professional entre 1984 i 1990. Com a ciclista amateur va prendre part en dues edicions dels Jocs Olímpics d'Estiu. El 1980, a Moscou, fou desè en la prova dels 100 km contrarellotge per equips, mentre el 1984, a Los Angeles, fou cinquè en les proves de persecució individual i persecució per equips del programa de ciclisme. Com a professional els seus èxits més destacats els aconseguí al Tour de França, on guanyà una etapa el 1985 i portà el mallot groc de líder durant cinc etapes el 1986.

## Palmarès
- 1984
  - 1r a la Milà-Tortona
- 1985
  - Vencedor d'una etapa del Tour de França
  - Vencedor d'una etapa de la Volta a Aragó
- 1986
  - Vencedor d'una etapa de la París-Niça
- 1988
  - 1r a la Klasika Primavera

### Resultats al Tour de França
- 1985. 50è de la classificació general. Vencedor d'una etapa
- 1986. 77è de la classificació general.  Porta el mallot groc durant 5 etapes
- 1987. 68è de la classificació general
- 1988. 26è de la classificació general

### Resultats a la Volta a Espanya
- 1988. 43è de la classificació general
- 1990. 67è de la classificació general

### Resultats al Giro d'Itàlia
- 1986. 44è de la classificació general
- 1989. No surt (13a etapa)